# Scott Grimes
Scott Richard Grimes (Lowell, 9 de julho de 1971) é um ator e cantor americano.
Grimes ficou mais conhecido inicialmente por seu papel em Party of Five (O Quinteto), interpretando o papel de Will McCorkle de 1994 até 2000. Participou também da série da HBO, Band of Brothers, interpretando o Sargento Donald Malarkey.
Mas foi em ER que Scott Grimes ganhou maior reconhecimento do público. Primeiramente como ator convidado (10ª e 11ª temporada), Grimes interpreta o Dr. Archie Morris, descendente de irlandês que possui habilidades médicas muitas vezes questionáveis. Morris conseguiu o cargo de residente-chefe no último episódio da 11ª temporada. Grimes tornou-se parte do elenco regular a partir da 12ª temporada e permanecerá assim até o final da série.
Em 1989 Grimes lançou um álbum de música pop pela gravadora A&M Records, com o seu nome como título e produzido por Richard Carpenter, com covers de You're The Voice, de John Farnham, e You've Got a Friend, de Carole King, bem como diversas canções originais. Em 2005 também lançou um álbum, chamado Livin On The Run, pela gravadora Velocity Entertainment INC, que conseguiu um sucesso nas 20 Mais da revista Billboard, chamado "Sunset Blvd".

## Discografia

### Álbuns
| Ano  | Álbum             |
| ---- | ----------------- |
| 1989 | Scott Grimes      |
| 2005 | Livin' on the Run |

### Singles
| Ano  | Single              | Posições nas paradas | Posições nas paradas | Álbum             |
| Ano  | Single              | US AC                | US Adult             | Álbum             |
| ---- | ------------------- | -------------------- | -------------------- | ----------------- |
| 2005 | "Sunset Blvd"       | 18                   | 75                   | Livin' on the Run |
| 2005 | "Livin' on the Run" | 34                   | —                    | Livin' on the Run |